# Everything Is Borrowed
Albums de The Streets
The Hardest Way To Make an Easy Living 
(2006) Cyberspace and Reds
(2011)
Everything Is Borrowed est le quatrième album studio du rappeur londonien The Streets alias Mike Skinner. Il sort au Royaume-Uni le 15 septembre 2008 et le 7 octobre 2008 aux États-Unis.

## Historique
Le premier single, "Everything Is Borrowed", sort le 29 September 2008. Dans les mois qui suivent la sortie de l'album, "The Escapist" est disponible en téléchargement gratuit sur internet, accompagné d'un clip vidéo. La vidéo (réalisée par Ted Mayhem) suit Skinner dans une marche de 770 miles (1 240 kilomètres) de Dover jusqu'à une plage française. 
Skinner et le groupe britannique Muse enregistre ensemble un morceau inédit "Who Knows Who", composé par le leader Matthew Bellamy en 2008. Le morceau fuit sur internet en août 2008 alors qu'il était probable qu'il figure sur l'album à venir de Muse à paraître en 2009. Il demeure cependant la face B du tube Uprising du groupe britannique.
Durant l'enregistrement de l'album, Skinner déclare qu'il a enregistré plus de chansons que celles présentes sur l'album. Everything Is Borrowed sera l'avant-dernier album de The Streets, Il dit n'avoir signé un contrat que pour cinq albums studio, et qu'il avait toujours envisagé un projet d'un set de cinq albums. Huit clips ont été réalisés pour cet album, avec "On The Edge Of A Cliff", sorti le 7 avril 2009 (les vidéos n'ont pas été faites pour "The Sherry End", "Alleged Legends" et "The Strongest Person I Know").

## Réception
L'album s'est vendu à 180 000 copies à travers le monde.

## L'album

### Liste des pistes
| No  | Titre                              | Durée |
| --- | ---------------------------------- | ----- |
| 1.  | Everything Is Borrowed             | 4:04  |
| 2.  | Heaven for the Weathe              | 3:27  |
| 3.  | I Love You More (Than You Like Me) | 3:45  |
| 4.  | The Way of the Dodo                | 3:33  |
| 5.  | On the Flip of a Coin              | 3:21  |
| 6.  | On the Edge of a Cliff             | 3:04  |
| 7.  | Never Give in                      | 3:25  |
| 8.  | The Sherry End                     | 2:46  |
| 9.  | Alleged Legends                    | 3:12  |
| 10. | The Strongest Person I Know        | 3:03  |
| 11. | The Escapist                       | 5:16  |
| 12. | To Your Face (Bonus iTunes)        | 3:35  |

### Les singles
| The Escapist           | - | 157 |
| Everything Is Borrowed | - | 37  |
| Heaven For the Weather | - | 145 |

### L'artwork
La pochette de l'album représente la chute d'eau de Skógafoss, située dans le sud de l'Islande.

### Dans les charts
| 2008 | Everything Is Borrowed | 99 | 28 | 19 | 7 | 154 | 9 | 64 |